# Justice (serie televisiva 2017)
Justice (in arabo ﻗﻠﺐ ﺍﻟﻌﺪﺍﻟـة‎?, Qalb al-ʿAdāla, che in italiano significa "Il cuore della giustizia", e in lingua inglese Heart of Justice: Qalab Al Adalah) è una serie televisiva emiratina del 2017.

## Trama
Dopo essersi laureata negli Stati Uniti, la giovane Farāḥ, figlia del noto avvocato emiratino Ḥasan, decide di non iniziare a lavorare nello studio di famiglia per seguire il suo sogno, quello di aprire autonomamente un suo studio legale, nonostante le rigidità culturali degli Emirati Arabi Uniti.

## Episodi
| Stagione       | Episodi | Prima TV USA | Prima TV Italia |
| -------------- | ------- | ------------ | --------------- |
| Prima stagione | 18      | 2017-2018    | 2019            |

## Personaggi
- Farāḥ interpretata da Fatima Al Taei (Fāṭima al-Ṭāʾī)

È l'avvocatessa protagonista della serie e figlia di Ḥasan, suo padre.
- Ḥasan interpretato da Mansoor Alfeeli (Manṣūr al-Fīlī)

È l'avvocato, nonché, padre di Farāḥ.
- Nasīm interpretata da Nidal Morra (Niḍāl Murra)

È la madre di Farāḥ e moglie di Ḥasan.

## Produzione
È la prima serie televisiva emiratina a essere distribuita internazionalmente da Netflix.